# Hichkas
Soroush Lashkari (em persa: سروش لشکری; nascido em 9 de maio de 1985), conhecido profissionalmente como Hichkas (em persa: هیچ‌کس), é um rapper, cantor e compositor iraniano. Creditado por popularizar o hip hop persa para o povo iraniano e outros países de língua persa, como Afeganistão e Tadjiquistão, o sucesso nacional de Hichkas e seus trabalhos aclamados são amplamente considerados como tendo quebrado as barreiras que existiam pelo regime islâmico para a aceitação de rappers em música popular. Hichkas é considerado um dos pioneiros do hip hop iraniano e é apelidado de "Pai do Rap Persa" por seus fãs. Ele se tornou uma representação da subclasse iraniana e refletiu a angústia dos jovens iranianos. Ele tem influenciado muitos artistas de vários gêneros e é frequentemente citado como um dos maiores rappers do hip hop iraniano.
Hichkas também é o fundador do selo 021 (ao lado de Shayan e Yashar), considerado o primeiro grupo de hip hop persa. Depois disso, fundou as gravadoras Saamet (ao lado de RezaPishro e Reveal) e Moltafet (ao lado de Ali Quf, Ashkan Fadaei e Dariush e iliyarmeltoo). As canções de Hichkas têm como tema questões sociais e culturais no Irã e sua habilidade lírica e influência permeiam o gênero hip hop e rap, colocando-o na vanguarda da música iraniana contemporânea, inspirando uma nova geração de compositores e artistas iranianos. O primeiro álbum de Hichkas, Jangale Asfalt (em persa: جنگل آسفالت; The Asphalt-paved Jungle) foi o primeiro álbum de hip hop iraniano lançado em 2005. Os primeiros lançamentos de Hichkas combinavam instrumentos persas tradicionais e batidas urbanas para criar um gênero híbrido, uma combinação de leste e oeste.
Além da performance, o trabalho de Hichkas abrange direção de arte, produção e desenvolvimento artístico, trabalhando em estreita colaboração com artistas emergentes e fornecendo orientação e treinamento, e sendo consistentemente a inspiração por trás de muitos artistas iranianos em artes urbanas. Ele apareceu como palestrante convidado em muitas universidades, incluindo Oxford University, Cambridge University, e Calgary University  e discutiu a poesia iraniana, a cena musical underground iraniana e o efeito da internet na publicação musical no Irã.
Hichkas colaborou com vários artistas internacionais de hip hop, incluindo o artista americano de hip hop Kool G Rap . Seu altamente antecipado segundo álbum Mojaz (em persa: مجاز; permitido) foi lançado em março de 2020, após 8 anos de seu anúncio inicial. Soroush Haschim criou grupos chamados Moltafet, Samet, 021.

## Vida pregressa
Soroush Lashkary nasceu em 8 de maio de 1984, em Teerã, e é filho de uma família de cinco pessoas. Ele morou na Alemanha até os dois anos de idade e depois morou no bairro de Vanak, em Teerã. Ele estava estudando tradução na Garmsar University, mas abandonou a faculdade por motivos pessoais e por perseguir o hip hop persa. Seu pai é de ziaabadvillage de qazvin e tem uma relação familiar com Hossein Lashkari (piloto da Força Aérea do Irã que foi capturado no Iraque durante a guerra Irã-Iraque ). Hichkas atualmente mora em Londres depois de emigrar para a Grã-Bretanha após os protestos nas eleições presidenciais iranianas de 2009 . Ele é casado com a ativista feminista iraniana Azadeh Akbari, que vive na Grã-Bretanha.
Em seus primeiros anos, Hichkas era conhecido por fundar um supergrupo chamado 021 (o código de área de Teerã). Por volta de 2003, ele começou sua carreira musical trabalhando em Vanak participando do free-styling persa com pessoas que também fazem covers de algumas canções em inglês na batalha do Rap. Hichkas ganhou atenção quando começou a fazer rap em persa sobre problemas sociais e a geração mais jovem no Irã. Os primeiros lançamentos de Hichkas combinavam instrumentos tradicionais iranianos e batidas urbanas para criar um gênero híbrido, uma combinação de leste e oeste.

## Discografia

### Álbuns de estúdio
- Jangale Asfalt[14] (2006)
- Mojaz[15] (2020)

### Álbuns de compilação
Anjām Vazife (The Tour of Duty EP) produzido po Mahdyar Aghajani (2011)

### Colaborações internacionais
- Young N Foolish (featuring Kool G Rap, Reveal, Quf) produzido po Mahdyar Aghajani (2012)
- "Long Live Palestine, Part II" (Lowkey featuring Hichkas, Reveal, Dam, Narcy, Eslam Jawaad, Hasan Salaam, e Shadia Mansour) produzido por Nutty P (2010)

### Como artista em destaque
- "Long Live Palestine, Part II" (Lowkey featuring Hichkas, Reveal, Dam, Narcy, Eslam Jawaad, Hasan Salaam, e Shadia Mansour) produced by Nutty P (2010)
- "Chera Badi?" (com Zedbazi) (Why Are You So Mean?) (2012) produzido por Alireza JJ
- "Chi Shenidi?" (com Fadaei) (2012)

### Filmografia
- Trip e Ma (Our Style) (2004), music video edited by Fred Khoshtinat
- Ye Mosht Sarbaz (A Bunch of Soldiers) (2008), videoclipe dirigido por Fred Khoshtinat, com participações especiais de Mahdyar Aghajani, Reveal, Reza Pishro, Ali Quf, Atour e Bahram Nouraei. Seções do vídeo estão incluídas no longa-metragem documentário Cultures of Resistance de Lara Lee.
- No One Knows About Persian Cats (2009) longa-metragem dirigido por Bahman Ghobadi, que ganhou o Prêmio Especial do Júri Un Certain Regard Ex-aequo no Festival de Cinema de Cannes.